# 横浜生絲取引所
横浜生絲取引所（よこはまきいととりひきじょ、Yokohama Raw Silk Exchange）は、かつて横浜に存在した商品取引所である。

## 沿革
- 1893年（明治26年）：取引所法制定・発布。
- 1894年（明治27年）7月1日：前身である「横浜蚕糸外四品取引所」が設立。蚕糸、製茶、綿布、織物、海産物の取引が行われた。
- 1910年（明治43年）3月：「横浜米穀取引所」と合併し「株式会社横浜取引所」と改称。
- 1914年（大正3年）：第一次世界大戦による蚕糸恐慌。明治末から1915年の間に東京・長浜・福島の取引所が生糸の上場を廃止。1928年に神戸の取引所が生糸を上場するまで、日本唯一の生糸取引所となる。
- 1923年（大正12年）9月1日：関東大震災で生糸取引所、生糸検査所、絹業試験場が被災。各倉庫に保管されていた生糸約5万5千梱（3万俵余り）が焼失した。
- 1943年（昭和18年）6月：戦時下による蚕糸業大幅縮小や経済統制などの影響を受け、横浜と神戸の取引所解散。
- 1951年（昭和26年）5月12日：「横浜取引所」を継承して、「横浜生絲取引所」発足。8年ぶりに生糸の取引を再開した。同年5月14日には神戸生絲取引所も発足。
- 1966年（昭和41年）：輸入量が輸出量を上回る。
- 1998年（平成10年）10月1日：前橋乾繭取引所との合併により横浜商品取引所となる。

## 関連事項
- 横浜商品取引所